# Maxéville
Maxéville är en kommun i departementet Meurthe-et-Moselle i regionen Grand Est (tidigare regionen Lorraine) i nordöstra Frankrike. Kommunen ligger i kantonen Pompey som tillhör arrondissementet Nancy. År 2022 hade Maxéville 10 014 invånare.

## Befolkningsutveckling
Antalet invånare i kommunen Maxéville
| Referens: INSEE |